# Бишоф, Шарлотта
Шарлотта Бишоф (нем. Charlotte Bischoff, урожд. Ви́леп (нем. Charlotte Wielepp); 5 января 1901, Берлин — 4 ноября 1994, Берлин) — коммунист (ранее социал-демократ), антифашист, член движения Сопротивления во время Второй мировой войны, член организации «Красная капелла».

## Биография
Шарлотта Вилеп родилась 5 октября 1901 года в Берлине, в Германии. Она была дочерью Альфреда Вилепа (1878—1948), бывшего до Второй мировой войны главным редактором Vorwärts. После окончания коммерческого профессионального училища с 1915 по 1930 год Шарлотта работала клерком и машинисткой-стенографисткой в Галле, Гамбурге и Берлине. В начале 1918 года она вступила в организацию Свободная социалистическая молодежь и Коммунистический союз молодежи Германии.
В 1923 году она стала членом Коммунистической партии Германии (KPD), и в том же году, вышла замуж за Фрица Бишофа, одного из основателей KPD, а затем работала клерком в советской торговой миссии. С 1930 года Шарлотта работала клерком и машинисткой-стенографисткой в ландтаге Пруссии и в Центральном Комитете KPD.
Ещё в начале марта 1933 года было арестовано 11 000 коммунистов, а к июню того же года более половины из лидеров KPD находились в заключении. После же захвата нацистами власти в Германии, 27 марта 1933 года все партии, кроме нацистской, были запрещены. Шарлотта работала в Отделе информации, запрещённой KPD. В 1934 году её муж был арестован нацистами и приговорен к восьми годам лишения свободы и каторжных работ. После этого срока он был заключён в концентрационные лагеря: сначала Заксенхаузен, потом Нойенгамме. 3 мая 1945 года Фриц Бишоф был расстрелян надзирателями, когда пытался спастись с тонущего корабля «Кап Аркона».
В 1934 году Шарлотте удалось выехать в Москву, где до 1937 года она работала в отделе международных связей Коминтерна. По рабочим вопросам Шарлотта выезжала за границу в Данию и Нидерланды. В 1938 году она попросила поручить ей нелегальную работу на территории Германии. Её отправили в Стокгольм, где в эмиграции находились выжившие лидеры KPD. В Швеции она была арестована в 1939 году за незаконное пребывание в стране. Ей угрожали депортацией в Германию, но вскоре освободили. Третий рейх лишил Шарлотту гражданства. В то время она работала в организации Международная Красная помощь, заботилась о коммунистах-эмигрантах из Германии, собирала пожертвования и сотрудничала с профсоюзами строителей на стройках в Швеции.
В 1941 году руководство КПГ в эмиграции, во главе с Гербертом Венером, помогло Шарлотте в нелегальном въезде в Германию на борту грузового судна. Поездка заняла месяц, с 29 июня до конца июля. В Берлине Шарлотта сотрудничала с различными группами движения Сопротивления, особенно тесно с «Красной капеллой». Она была связной между членами групп скульптора Курта Шумахера и Элизабеты Шумахер, Вильгельма Кнёхеля и Роберта Урига. Шарлотта также работала в журнале Die Innere Front («Внутренний фронт»), который издавала группа Антона Зефкофа, Франца Якоба и Бернхарда Бестлайна. Она была курьером и обеспечивала связь этих групп с коммунистами в Швеции и между членами самих групп, перенося информацию в «микрочипах».
Шарлотта была одним из немногих членов немецкого движения Сопротивления, которая смогла избежать ареста. Она скрывалась в Берлине до конца войны. «Внутренний фронт» продолжал издаваться и распространяться, даже после многочисленных арестов бойцов сопротивления, работавших c Шарлоттой, Отто Грабовски и Эрнстом Зибертом.
После войны Шарлотта работала в Объединении свободных немецких профсоюзов (FDGB) в ГДР и вступила в Социалистическую единую партию Германии (SED). Она участвовала в разработке программ по благоустройству Большого Берлина и в программах по социальному обеспечению. С 1957 года Шарлотта была почётным членом Свободного института марксизма-ленинизма при Центральном Комитете SED. Там она была вовлечена в работу по написанию в ГДР истории немецкого рабочего движения, однако, ряд её исследований и собранные ею документы, остались неопубликованными во времена ГДР, так как позиция автора не совпадала по некоторым вопросам с официальной позицией власти. В 90 лет Шарлотта вступила в Партию демократического социализма (PDS). Шарлотта Бишоф умерла 4 ноября 1994 года в Берлине.

## Память
Петер Вайс описал деятельность Шарлотты в эмиграции и Германии в романе «Die Ästhetik des Widerstands» («Эстетика сопротивления»). В частности, третья часть романа повествует о деятельности «Красной капеллы», и она является центральным персонажем. Вайс использовал записи своих бесед с Бишоф в 1972 году, а также переписку с ней в период между 1974 и 1976 годами.